# Phyllaplysia smaragda
Phyllaplysia smaragda är en snäckart som beskrevs av K. B. Clark 1977. Phyllaplysia smaragda ingår i släktet Phyllaplysia och familjen Notarchidae. Inga underarter finns listade i Catalogue of Life.